# Иванов, Николай Иванович (1888)
Николай Иванович Иванов (1888 — после 1958) — профессор МВТУ и Московского текстильного института, автор учебника «Сопротивление материалов», выдержавшего 12 изданий. Ректор института инженеров Красного Воздушного Флота им. Н. Е. Жуковского (1921—1922).
Сын подполковника. Окончил 1-й Московский кадетский корпус и ИМТУ (1917), инженер-механик.
В 1916—1918 гг. работал в расчетно-испытательном бюро при аэродинамической лаборатории училища. Там вместе со студентами А. Туполевым, А. Архангельским и В. Ветчинкиным под руководством H. E. Жуковского выполнил аэродинамические и прочностные расчеты 33 типов самолетов.
С октября 1918 г. зав. отделом изучения и разработки конструкций ЦАГИ. Одновременно читал в ИМТУ курс «Сопротивление материалов».
В 1919 году вместе с Н. Е. Жуковским был одним из организаторов первого в России Авиатехникума, который в сентябре 1920 г. приказом Реввоенсовета был реорганизован в Институт инженеров Красного Воздушного Флота. Проректор (заведующий учебной частью), с марта 1921 по сентябрь 1922 года ректор Института.
В дальнейшем — профессор МВТУ и Московского текстильного института. В 1943—1946 гг. зав. кафедрой «Сопротивление материалов» в Московском институте технологии зерна и муки. Также в 1940-е гг. преподавал на кафедре сопротивления материалов МИФИ.
Автор популярных учебников и сборников задач по сопротивлению материалов:
- Сопротивление материалов : Курс лекций, чит. в Моск. высш. техн. училище и Моск. текстильном ин-те в 1923/24 уч. г. / Проф. Н. И. Иванов. — Москва ; Ленинград : Макиз, 1924. — [4], 436, IX, [2] с. : черт.; 27 см. -
- Сопротивление материалов [Текст] : Допущено ВКВШ при СНК СССР в качестве учебника для высших тех. учеб. заведений. — 9-е изд., вновь перер. и доп. — Москва ; Ленинград : Гостехиздат, 1942 (Москва). — 646 с. : ил. и черт.; 22 см.
- Элементарный учебник сопротивления материалов [Текст]. — 3-е изд. — Москва : Гостехиздат, 1956. — 216 с. : ил.; 21 см.
- Сборник задач по сопротивлению материалов [Текст] : [Для втузов]. — 14-е изд., стер. — Москва : Физматгиз, 1958. — 275 с. : черт.; 23 см.
- Краткий учебник сопротивления материалов [Текст] : (Для техникумов и втузов с сокр. программой по сопротивлению материалов) / Н. И. Иванов. — 2-е изд., испр. — Москва ; Ленинград : Онти. Глав. ред. техн.-теоретич. лит-ры, 1937 (Ленинград : 3 тип. Онти). — Переплет, 276 с., 2 вкл. л. номогр. : ил., номогр.; 22х15 см.